# Hanshin série 1000
La série 1000 (1000系, 1000-kei) de Hanshin est un type de rame automotrice exploité depuis 2007 par la compagnie Hanshin Electric Railway dans la région du Kansai.

## Description
Les rames série 1000 sont construites par Kinki Sharyo et sont basées sur la série 9000. Elles comportent 2 voitures (9 rames) ou 6 voitures (13 rames) avec chacune 3 paires de portes.
L'espace voyageurs se compose de banquettes longitudinales.

## Histoire
La première rame de la série 1000 est entrée en service le 5 octobre 2007.

## Services
Les rames circulent sur les lignes suivantes :
- ligne principale Hanshin,
- ligne Hanshin Namba,
- ligne Hanshin Kobe Kosoku,
- ligne principale Sanyo Electric Railway,
- ligne Kintetsu Namba,
- ligne Kintetsu Nara.